# Amuzamentul lui Garfield
Amuzamentul lui Garfield este un film CGI american din 2008 cu Garfield. Filmul a fost produs de Paws Inc.
1. ↑   http://flickfacts.com/movie/21279/garfields-fun-fest Lipsește sau este vid: |title= (ajutor)